# L@ve once
『L@ve once』（ラブアットワンス）は、プリンセスソフトの姉妹ブランドMaid meets Catより2010年9月30日に発売されたPlayStation Portable用ソフト。これがブランドの第1作となる。人魚の双子姉妹をヒロインとした恋愛アドベンチャーゲーム。キャラクターデザイン、監修はささきむつみ。
2011年2月24日には追加要素を含むPlayStation 3版『L@ve once -mermaid's tears-』（ラブアットワンス マーメイドティアーズ）が発売された。

## 概要
ハンス・クリスチャン・アンデルセンの『人魚姫』を下敷きに、「一度きりの恋愛」を描いた作品。その主題を反映して、最初にクリアしたヒロインがタイトル画面に登場するなど優遇措置を受ける仕様になっている。この選択は「一度きり」であって変更はできない。どうしても変えたい場合は新規のセーブデータでやり直す必要がある。
姉妹ブランドプリンセスソフトの作品『Φなる・あぷろーち』から踏襲されている名前遊びが行われており、登場人物の名字は「た行」で始まっている。また『Φなる・あぷろーち2 〜1st priority〜』に引き続き名字の最後と下の名前の最初がほぼ同じ音になっている（例：たかなし しょうじ、とりとめ めい）。なお商店街の背景画像に、『Φなる・あぷろーち2』のヒロイン・美咲桜と和瑞がまぎれている。

### PS3版での追加要素
- 堤美散がヒロインに昇格、シナリオとイベントCGの多数追加
- 新オープニング曲、新エンディング曲、新オープニングムービーを収録
- PSP版エンディングの後を描くアフターストーリー
- モーションポートレート機能による表情描写
- オールクリア後に聞けるラジオ番組「聡美と羽衣のR@dio once」の特別編を収録

これらの追加要素を含んだ「完全版」であるPS3版は、PSP版発売日から10日未満の2010年10月9日発売のゲーム雑誌で発売が発表された。

## あらすじ
人魚の恋は一度きり。失恋してしまえば、海の泡になって消えるしかない。人間の修一と人魚の汐音の夫婦の縁は、修一の死によって途切れてしまった。しかしこの場合、消えるのは汐音ではなく二人の息子である翔司だった。なぜなら親よりも子のほうがこの世に存在した時間が短く、そうした弱い側にひずみやしわ寄せが行くものだからである。
半分は人間である翔司が完全に消えることはないかもしれないが、近いうちに何かしら悪い影響が出るのは間違いない。彼が助かるためには「運命の相手」を見つけ、「人間に恋をした人魚が自らも人間に変身する魔法」をかけてもらい、体を安定させるしかない。翔司を助けるために、幼いころに出会った双子の人魚、メイとメルが海からやってきた。双子は「彼女が見つかったらすぐにでも魔法をかけてあげる」と言ってくれたが、人魚の子である翔司もまた、一度しか恋ができない定めだった。

## 登場人物
高梨 翔司（たかなし しょうじ）
声 - なし
主人公。一度しか恋ができない運命を抱えて、自らが助かるために彼女探しに奔走する。
かなり歌がうまいが、本物の人魚の歌声を知る彼にとってはその才能も児戯に等しいものでしかない。
鳥留メイ（とりとめ めい）
声 - 佐藤聡美
誕生日：2月22日。血液型：不明。身長：155.5cm。体重：42kg
双子人魚の妹。髪型はストレート。おとなしく礼儀正しいが決して内気ではなく、何かをめぐってメルと張り合う場面もしばしばある。
鳥留メル（とりとめ める）
声 - 日笠陽子
誕生日：2月22日。血液型：不明。身長：155cm。体重：43kg
双子人魚の姉。髪型はポニーテール。明るく好奇心旺盛で、よく即興で変な歌をうたっている。しかし緊迫した状況では責任感の強さを見せる。
橘和翠（たちばな なごみ）
声 - 宮崎羽衣
誕生日：7月30日。血液型：AB型。身長：148cm。体重：40kg
口は悪いが体は弱い少女。竜一の恋人だが、音楽に打ち込む彼とすれ違いがちで悩んでいる。以前にサッカー部のエースと交際後すぐに別れた経緯があるため、彼女を良く思わない声もある。しかし和翠自身は常に恋愛に全力を尽くすタイプである。
千鳥凛沙（ちどり りさ）
声 - 平山笑美
誕生日：1月3日。血液型：A型。身長：161cm。体重：49.5kg
翔司の隣人で、竜一のしっかりものの姉。翔司とは幼なじみとしてごく親しく交際しているが、付き合いが長すぎて異性を意識する感覚は希薄になっている。
寺小尾響紀（てらおび ひびき）
声 - 喜多村英梨
誕生日：6月11日。血液型：O型。身長：165cm。体重：53kg
美散の姉だが、両親が離婚したため別の姓になっている。音楽のパートナーを探しており、学園祭で聞いた翔司の歌声にほれ込んで誘いをかけてくる。お気楽でノリのいい性格だが、こと音楽に関しては常に真剣である。
堤美散（つつみ みちる）
声 - 寺本來可
誕生日：10月9日。
お嬢様然とした振る舞いで人気も高い生徒会長。表には現さないが、離婚してやつれた母の姿を見ているため男性不信に陥っている。PS3版でヒロインに昇格。
藤堂映（とうどう うつり）
声 - 今井麻美
凛沙の友人。ショートカットの元気な少女。PS3版でヒロインに昇格。
谷口千歳（たにぐち ちとせ）
声 - 野川さくら
和翠の友人。翔司の父が生前開いていた絵画教室に通っており、その縁で翔司を慕っている。神社の跡取り娘なのでおいそれと恋愛はできないらしい。PS3版でヒロインに昇格。
高梨汐音（たかなし しおね）
声 - 國府田マリ子
翔司の母で、愛する人と結ばれるために人間の姿となった元人魚。
変身の魔法の代償で声を失ったため、ホワイトボードを使った筆談で意思を表す。ただしゲームの演出としてせりふには音声がつく。
千鳥竜一（ちどり りゅういち）
声 - 赤羽根健治
翔司の弟分。バンド「e-フリート」として音楽活動を行っている。

## スタッフ
- キャラクターデザイン・監修：ささきむつみ（監修はPS3版から）
- シナリオ：三浦洋晃
- 絵コンテ：蓮見江蘭

## 主題歌

### PSP版
オープニングテーマ「Way to my love」
歌：片霧烈火
エンディングテーマ「貝殻の記憶」
歌：片霧烈火

### PS3版
オープニングテーマ「一度きりのLove Story」
歌：宮崎羽衣、作詞：アキレスKENN、作曲・編曲：重盛美晴
エンディングテーマ「Last be Love」
歌：L@veガールズ（佐藤聡美＆日笠陽子）、作詞：ma-saya、作曲：下田義浩、編曲：森藤晶司

## Webラジオ
「聡美と羽衣のR@DIO ONCE」のタイトルで、ラジオ大阪、HiBiKi Radio Stationで配信された。第1回などを収録したスペシャルラジオCDが2010年11月22日に発売されている。パーソナリティは佐藤聡美、宮崎羽衣。
配信期間
- 2010年7月6日 - 2011年9月27日（毎週火曜日）（全65回）

## 関連CD
- Sweet Heaven（2010年9月22日、AVCA-29817/B・AVCA-29818）- PSP版イメージソング / ラジオ番組のテーマソング
- 聡美と羽衣のR@DIO ONCE スペシャル・ラジオCD（2010年11月22日）
- 聡美と羽衣のR@DIO ONCE ラジオCD VOL.1（2010年12月22日、AVCA-29881）
- 一度きりのLove Story/Last be Love（2011年4月20日、AVCA-29891）- PS3版主題歌シングルCD
- S@ng once（2011年5月25日、AVCA-29969）- PS3版キャラクターソングアルバム

発売はすべてFOXTROT。当初、「一度きりのLove Story / Last be Love」はシングル2枚別売で2011年2月23日に、「S@ng once」はシングル6枚別売で3月16日に3枚・4月20日に3枚が発売予定だったが、1月20日に発売延期が発表された。形態を変更しての発売は、主題歌シングルは2月18日に、キャラクターソングアルバムは4月1日に発表された。